# Sarcostroma kennediae
Sarcostroma kennediae är en svampart som först beskrevs av Daniel McAlpine, och fick sitt nu gällande namn av M. Morelet 1985. Sarcostroma kennediae ingår i släktet Sarcostroma och familjen Amphisphaeriaceae.   Inga underarter finns listade i Catalogue of Life.